# Memoriał Walerego Łobanowskiego
Międzynarodowy Memoriał Walerego Łobanowskiego (ukr. Міжнародний турнір пам'яті Валерія Лобановського) – międzynarodowy turniej pamięci legendarnego ukraińskiego trenera piłki nożnej, Walerego Łobanowskiego. Odbywa się on corocznie od 2003 roku w Kijowie. Początkowo turniej rozgrywany był w kategoriach klubowych – brały w nim udział czołowe kluby z byłych republik radzieckich. W 2005 ukraińska federacja piłkarska postanowiła nadać zawodom większą rangę i do III edycji memoriału zostały zaproszone reprezentacje narodowe: Izraela, Polski, Serbii i Czarnogóry oraz Ukrainy. Zmieniony został również termin rozgrywek, gdyż pierwsze dwie edycje rozgrywane były w maju (w rocznicę śmierci Łobanowskiego), natomiast kolejna już w sierpniu.

## Wyniki
| I    | 2003 | Dynamo Kijów       | 3:2                | Szachtar Donieck   | CSKA Moskwa  | 1:0              | Lokomotiw Moskwa       |
| II   | 2004 | Dynamo Kijów       | 9:4                | Sheriff Tyraspol   | Skonto Ryga  | 1:0              | Dinamo Tbilisi         |
| III  | 2005 | Polska             | 3: 2               | Izrael             | Ukraina      | 2: 1             | Serbia i Czarnogóra    |
| IV   | 2006 | Izrael U-21        | 2: 1               | Białoruś U-21      | Ukraina U-21 | 3:2              | Mołdawia U-21          |
| V    | 2007 | Izrael U-21        | 2:1                | Serbia U-21        | Ukraina U-21 | 3:1              | Mołdawia U-21          |
| VI   | 2008 | Polska U-21        | 3:0                | Bułgaria U-21      | Ukraina U-21 | 4:1              | Irlandia Północna U-21 |
| VII  | 2009 | Ukraina U-21       | 1:0                | Turcja U-21        | Niemcy U-21  | 1:0              | Iran U-20              |
| VIII | 2010 | Rosja U-20         | 2:1                | Iran U-20          | Ukraina U-20 | 2:1              | Turcja U-20            |
| IX   | 2011 | Uzbekistan U-23    | 0:0 (karne 8:7).   | Ukraina U-21       | Serbia U-21  | 1:0              | Izrael U-21            |
| X    | 2012 | Słowacja U-21      | 1:1 (karne 7:6).   | Czarnogóra U-20    | Ukraina U-20 | 1:1 (karne 5:4)  | Białoruś U-20          |
| XI   | 2013 | Austria U-21       | 1:0.               | Ukraina U-21       | Czechy U-21  | 1:0.             | Słowenia U-21          |
| XII  | 2014 | Turniej anulowany. | Turniej anulowany. | Turniej anulowany. |              |                  |                        |
| XIII | 2015 | Słowenia U-21      | 1:1 (karne 6:5).   | Ukraina U-21       | Grecja U-21  | 2:0.             | Mołdawia U-21          |
| XIV  | 2016 | Izrael U-21        | 3:2.               | Serbia U-21        | Ukraina U-21 | 1:1 (karne 5:3). | Austria U-21           |

## Statystyki
| Lp.    | Reprezentacja/Klub | Zdobywca | Finalista | Lata triumfów    |
| ------ | ------------------ | -------- | --------- | ---------------- |
| 1.     | Izrael U-21        | 3        | 1         | 2006, 2007, 2016 |
| 2.     | Polska U-21        | 2        | 0         | 2005, 2008       |
| 3.     | Dynamo Kijów       | 2        | 0         | 2003, 2004       |
| 4.     | Ukraina U-21       | 1        | 3         | 2009             |
| 5-9.   | Rosja U-21         | 1        | 0         | 2010             |
|        | Uzbekistan U-23    | 1        | 0         | 2011             |
|        | Słowacja U-21      | 1        | 0         | 2012             |
|        | Austria U-21       | 1        | 0         | 2013             |
|        | Słowenia U-21      | 1        | 0         | 2015             |
| 10.    | Serbia U-21        | 0        | 2         |                  |
| 11-17. | Szachtar Donieck   | 0        | 1         |                  |
|        | Sheriff Tyraspol   | 0        | 1         |                  |
|        | Białoruś U-21      | 0        | 1         |                  |
|        | Bułgaria U-21      | 0        | 1         |                  |
|        | Turcja U-21        | 0        | 1         |                  |
|        | Iran U-20          | 0        | 1         |                  |
|        | Czarnogóra U-21    | 0        | 1         |                  |